# Římské Kartágo

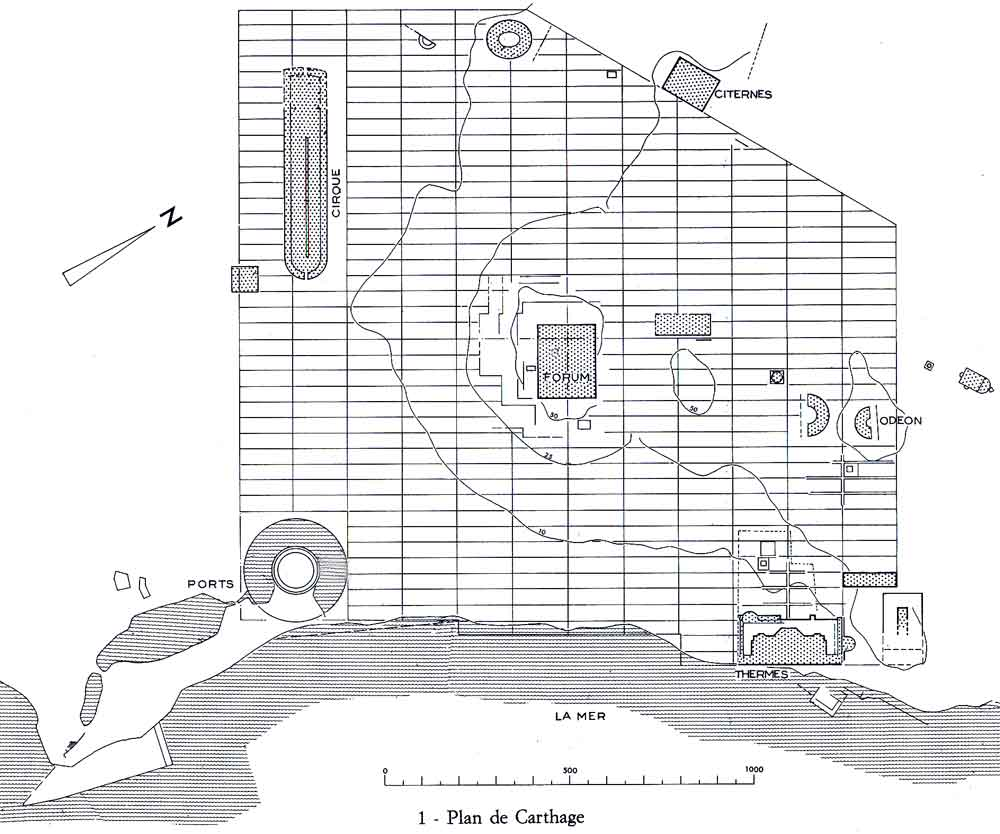
Plán římského Kartága

Římské Kartágo bylo město a velký přístav v severní Africe, hlavní město provincie Afrika, které Římané vybudovali na troskách punského Kartága, jež vyvrátili v roce 146 př. n. l. Ve 3. století patřilo k největším a nejvýznamnějším městům římské říše a mělo statisíce obyvatel.

## Historie
V roce 439 je dobyli Geiserichovi Vandalové a učinili je hlavním městem své říše. V první polovině 6. století je obsadili Byzantinci, kteří z něj učinili centrum správy svých afrických držav. Na konci 7. století je dobyli a zničili arabští muslimové. Zůstala z něj pouze pevnost, která byla dobyta křižáky během osmé křížové výpravy a po znovudobytí Araby byla srovnána se zemí.